# Enghelabstadion
Het Enghelabstadion (Perzisch: ورزشگاه انقلاب کرج) is een multifunctioneel stadion in Karaj, een stad in Iran. Het stadion heette vroeger Viva Masoud Rajavi.
In het stadion is plaats voor 30.000 toeschouwers. Het stadion werd geopend in 2006.
Het stadion wordt vooral gebruikt voor voetbalwedstrijden, de voetbalclubs Saipa FC en FC Gol Reyhan Alborz maken gebruik van dit stadion. Ook het nationale voetbalelftal van Iran heeft een aantal keer gebruik gemaakt van dit stadion.

## Interlands
| No. | Datum        | Wedstrijd         | Uitslag | Toernooi                   |                  |
| --- | ------------ | ----------------- | ------- | -------------------------- | ---------------- |
| 1.  | 1 mei 2012   | Iran – Mozambique | 3–0     | Vriendschappelijk          | Onderlinge duels |
| 2.  | 3 maart 2014 | Iran – Koeweit    | 3–2     | Azië Cup 2015 kwalificatie | Onderlinge duels |